# Wojciech Łobodziński
Wojciech Jakub Łobodziński (ur. 20 października 1982 w Bydgoszczy) – polski piłkarz występujący na pozycji pomocnika, reprezentant Polski i trener piłkarski.

## Kariera klubowa
Wojciech Łobodziński jest wychowankiem Zawiszy Bydgoszcz, do którego trafił w 1992. W pierwszej drużynie zadebiutował 3 kwietnia 1999 w spotkaniu z Promieniem Kowalewo Pomorskie. 3 czerwca 1999 zdobył cztery bramki w spotkaniu z Rodłem Kwidzyn. Następnie grał w Stomilu Olsztyn oraz Petrze/Orlenie/Wiśle Płock. W polskiej ekstraklasie Łobodziński zadebiutował 3 października 1999 w spotkaniu Stomilu z Amiką Wronki. Przed sezonem 2003/04 przeniósł się do Zagłębia Lubin. Zdobył z nim w sezonie 2006/07 mistrzostwo Polski.
Od 9 lutego 2008 Łobodziński był zawodnikiem Wisły Kraków, z którą podpisał pięcioletni kontrakt. Wisła zapłaciła za niego około 400 tysięcy euro. W zespole „Białej Gwiazdy” zadebiutował 22 lutego 2008 w spotkaniu z Koroną Kielce. Swoją pierwszą bramkę w I lidze w barwach Wisły zdobył 28 marca 2008 w meczu z Polonią Bytom. 20 kwietnia 2008 w meczu derbowym z Cracovią zaliczył dwie asysty przy bramkach Pawła Brożka. Sezon 2007/08 Łobodziński zakończył zdobyciem mistrzostwa Polski z Wisłą. W następnym sezonie po raz kolejny sięgnął po mistrzostwo. 15 kwietnia 2011 został zawieszony przez klub w prawach zawodnika w związku z podejrzeniem o udział w czynach korupcyjnych w czasach gry w Zagłębiu. 12 lipca rozwiązał swój kontrakt z Wisłą za porozumieniem stron. W styczniu 2012 został skazany na półtora roku więzienia w zawieszeniu.
W rundzie wiosennej sezonu 2011/12 Łobodziński grał ŁKS Łódź, a następnie przeszedł do Miedzi Legnica podpisując z tym klubem roczny kontrakt. We wrześniu 2012 w związku z aferą korupcyjną Komisja Dyscyplinarna PZPN ukarała zawodnika półroczną dyskwalifikacją.

## Kariera reprezentacyjna

### Reprezentacje juniorskie i młodzieżowe
Łobodziński wielokrotnie reprezentował Polskę w juniorskich oraz młodzieżowych reprezentacjach. Wystąpił w ponad 60 meczach w reprezentacjach różnej kategorii wiekowej. W 1999 brał udział w mistrzostwach Europy U-16 w Czechach, gdzie zdobył z reprezentacją Polski U-17 srebrny medal. W finałowym meczu z reprezentacją Hiszpanii musiał opuścić boisko w 16. minucie meczu z powodu kontuzji. W tym samym roku wystąpił również na mistrzostwach Świata U-17 rozgrywanych w Nowej Zelandii, gdzie zagrał w dwóch meczach. W 2001 zdobył złoty medal z reprezentacją Polski U-18 na mistrzostwach Europy w Finlandii. W finałowym meczu z reprezentacją Czech Łobodziński zdobył bramkę w 90. minucie meczu, ustalając wynik spotkania na 3:1.

### Reprezentacja A
W pierwszej reprezentacji Polski Łobodziński zadebiutował 6 grudnia 2006 w rozgrywanym w Abu Zabi spotkaniu przeciwko Zjednoczonym Emiratom Arabskim, wygranym przez reprezentację Polski 5:2. Na boisku pojawił się po przerwie, a w końcówce meczu asystował przy bramce strzelonej przez Radosława Matusiaka. W swoim drugim występie w reprezentacji, w którym Polska zmierzyła się z Estonią grał przez pełne 90 minut. W tym meczu świetnie współpracował z Pawłem Golańskim po prawej stronie boiska, często stwarzając zagrożenie pod estońską bramką. Swojego pierwszego gola w barwach Polski strzelił 24 marca 2007 w meczu eliminacji mistrzostw Europy 2008 z Azerbejdżanem. W kolejnym meczu eliminacji, również z Azerbejdżanem pojawił się na boisku w drugiej połowie meczu, zmieniając Jakuba Błaszczykowskiego. Jego wejście na boisko znacznie poprawiło grę reprezentacji w ofensywie. Łobodziński wywalczył rzut wolny, po którym padła pierwsza bramka dla Polaków. Później po jego dośrodkowaniu drugą bramkę strzelił Jacek Krzynówek. Łobodziński zagrał w sumie w siedmiu meczach eliminacyjnych, przyczyniając się do awansu reprezentacji Polski na mistrzostwa Europy.
W lutym 2008 w towarzyskim spotkaniu z reprezentacją Czech zdobył bramkę, pokonując Petra Čecha w sytuacji sam na sam. Oficjalny serwis PZPN uznał go za najlepszego zawodnika tego meczu, podkreślając że Łobodziński nie tylko strzelił gola, ale również imponował spokojem, rozwagą i nieszablonowym dryblingiem. 27 maja, podczas towarzyskiego meczu z reprezentacją Albanii, Łobodziński doznał urazu i musiał przedwcześnie opuścić boisko. Z początku lekarze reprezentacji podejrzewali, że mogło dojść do złamania nogi, jednak badania wykazały, że zawodnik doznał skręcenia stawu skokowego lewej nogi ze stłuczeniem. 28 maja został powołany przez selekcjonera reprezentacji Leo Beenhakkera do 23-osobowej kadry na Euro 2008 w Austrii i Szwajcarii. Na Euro wystąpił we wszystkich trzech spotkaniach, jakie rozegrała reprezentacja na tym turnieju.

## Kariera trenerska
11 stycznia 2019 został asystentem trenera rezerw Miedzi Legnica, później był również pierwszym trenerem II drużyny. 16 czerwca 2021 został trenerem pierwszego zespołu Miedzi Legnica, z którą wywalczył awans do Ekstraklasy w sezonie 2021/2022. 11 października 2022 odszedł z klubu, po poprowadzeniu klubu w 11. meczach ligowych, w których Miedź zdobyła 5 punktów i zajmowała ostatnie miejsce w tabeli. 22 marca 2023 został trenerem Wieczystej Kraków, z którą nie osiągnął postawionego mu celu awansowania do II ligi, w związku z czym jego kontrakt po sezonie 2022/2023 nie został przedłużony. 16 czerwca tego samego roku został trenerem Arki Gdynia, z którą zakończył współpracę 26 sierpnia 2024. 10 marca 2025 ponownie został trenerem Miedzi Legnica. 4 sierpnia odszedł z funkcji trenera Miedzi Legnica,po rozwiązaniu kontraktu za porozumieniem stron.

## Statystyki
(stan na 13 marca 2016)
| Klub              | Sezon                       | Liga                        | Liga  | Liga   | Puchary krajowe | Puchary krajowe | Puchary europejskie | Puchary europejskie | Suma  | Suma   |
| Klub              | Sezon                       | Liga                        | Mecze | Bramki | Mecze           | Bramki          | Mecze               | Bramki              | Mecze | Bramki |
| ----------------- | --------------------------- | --------------------------- | ----- | ------ | --------------- | --------------- | ------------------- | ------------------- | ----- | ------ |
| Zawisza Bydgoszcz | 1998–1999 (w)               | III Liga                    | 4     | 4      | –               | –               | –                   | –                   | 4     | 4      |
| Stomil Olsztyn    | 1999–2000 (j)               | Ekstraklasa                 | 1     | 0      | 3               | 0               | –                   | –                   | 4     | 0      |
| Petro Płock       | 1999–2000 (w)               | Ekstraklasa                 | 3     | 0      | 1               | 0               | –                   | –                   | 4     | 0      |
| Orlen Płock       | 2000–2001                   | Ekstraklasa                 | 3     | 1      | 1               | 0               | –                   | –                   | 4     | 1      |
| Orlen Płock       | 2001–2002                   | I Liga                      | 17    | 1      | 7               | 0               | –                   | –                   | 24    | 1      |
| Wisła Płock       | 2002–2003                   | Ekstraklasa                 | 16    | 1      | 5               | 0               | –                   | –                   | 21    | 1      |
| Zagłębie Lubin    | 2003–2004                   | I Liga                      | 24    | 5      | 1               | 0               | –                   | –                   | 25    | 5      |
| Zagłębie Lubin    | 2004–2005                   | Ekstraklasa                 | 23    | 7      | 14              | 6               | –                   | –                   | 37    | 13     |
| Zagłębie Lubin    | 2005–2006                   | Ekstraklasa                 | 29    | 3      | 9               | 1               | –                   | –                   | 38    | 4      |
| Zagłębie Lubin    | 2006–2007                   | Ekstraklasa                 | 30    | 3      | 6               | 0               | 2                   | 1                   | 38    | 4      |
| Zagłębie Lubin    | 2007–2008 (j)               | Ekstraklasa                 | 15    | 0      | 5               | 2               | 2                   | 0                   | 22    | 2      |
| Wisła Kraków      | 2007–2008 (w)               | Ekstraklasa                 | 11    | 1      | 5               | 0               | –                   | –                   | 16    | 1      |
| Wisła Kraków      | 2008–2009                   | Ekstraklasa                 | 26    | 2      | 6               | 0               | 6                   | 0                   | 38    | 2      |
| Wisła Kraków      | 2009–2010                   | Ekstraklasa                 | 27    | 1      | 5               | 1               | 2                   | 0                   | 34    | 2      |
| Wisła Kraków      | 2010–2011                   | Ekstraklasa                 | 6     | 0      | 2               | 0               | 2                   | 0                   | 10    | 0      |
| ŁKS Łódź          | 2011–2012 (w)               | Ekstraklasa                 | 11    | 1      | –               | –               | –                   | –                   | 11    | 1      |
| Miedź Legnica     | 2012–2013 (j)               | I liga                      | 14    | 7      | –               | –               | –                   | –                   | 14    | 7      |
| Miedź Legnica     | 2013–2014                   | I liga                      | 28    | 4      | 4               | 0               | –                   | –                   | 32    | 4      |
| Miedź Legnica     | 2014–2015                   | I liga                      | 31    | 8      | 1               | 0               | –                   | –                   | 32    | 8      |
| Miedź Legnica     | 2015–2016                   | I liga                      | 20    | 2      | 2               | 1               | –                   | –                   | 22    | 3      |
| Suma              | Petro / Orlen / Wisła Płock | Petro / Orlen / Wisła Płock | 39    | 3      | 14              | 0               | –                   | –                   | 53    | 3      |
| Suma              | Zagłębie Lubin              | Zagłębie Lubin              | 121   | 18     | 35              | 9               | 4                   | 1                   | 160   | 28     |
| Suma              | Wisła Kraków                | Wisła Kraków                | 70    | 4      | 18              | 1               | 10                  | 0                   | 98    | 5      |
| Suma              | Miedź Legnica               | Miedź Legnica               | 93    | 21     | 7               | 1               | 0                   | 0                   | 100   | 22     |

### Bramki w reprezentacji
| #  | Data          | Gdzie            | Przeciwnik  | Bramka | Rezultat | Rozgrywki            |
| -- | ------------- | ---------------- | ----------- | ------ | -------- | -------------------- |
| 1. | 24 marca 2007 | Warszawa, Polska | Azerbejdżan | 3:0    | 5:0      | Eliminacje Euro 2008 |
| 2. | 6 lutego 2008 | Pafos, Cypr      | Czechy      | 1:0    | 2:0      | Towarzyski           |

## Osiągnięcia
Zagłębie Lubin
- Ekstraklasa: 2006/07
- Superpuchar Polski: 2007

Wisła Kraków
- Ekstraklasa: 2007/08, 2008/09, 2010/11

Reprezentacyjne
- Wicemistrzostwo Europy U-16: 1999
- Mistrzostwo Europy U-18: 2001

### Kariera Trenerska

#### Miedź Legnica
- Awans do Ekstraklasy, Mistrzostwo 1 ligi: 2021/2022